# Paklarevo

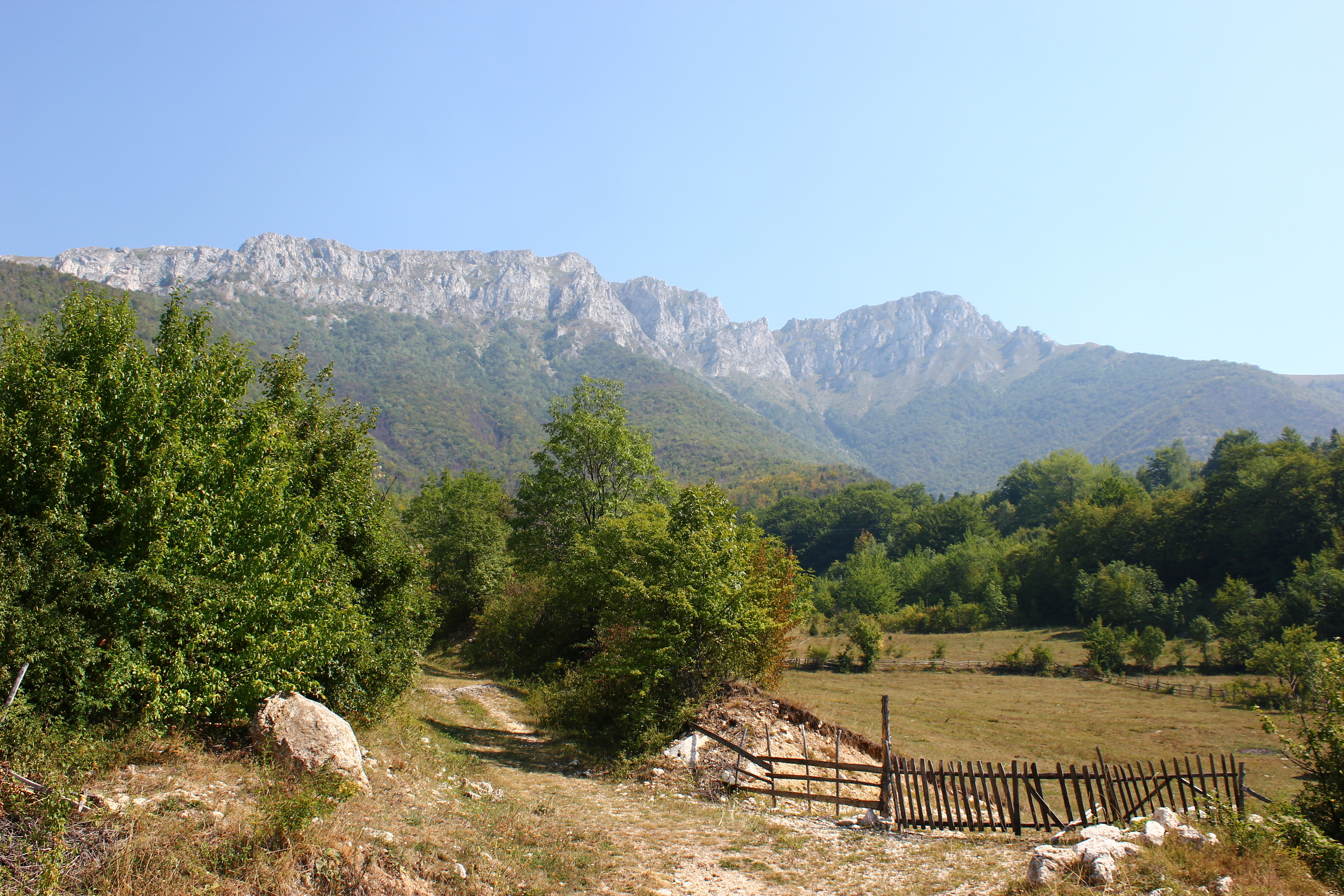
Der Vlašić von Paklarevo aus gesehen

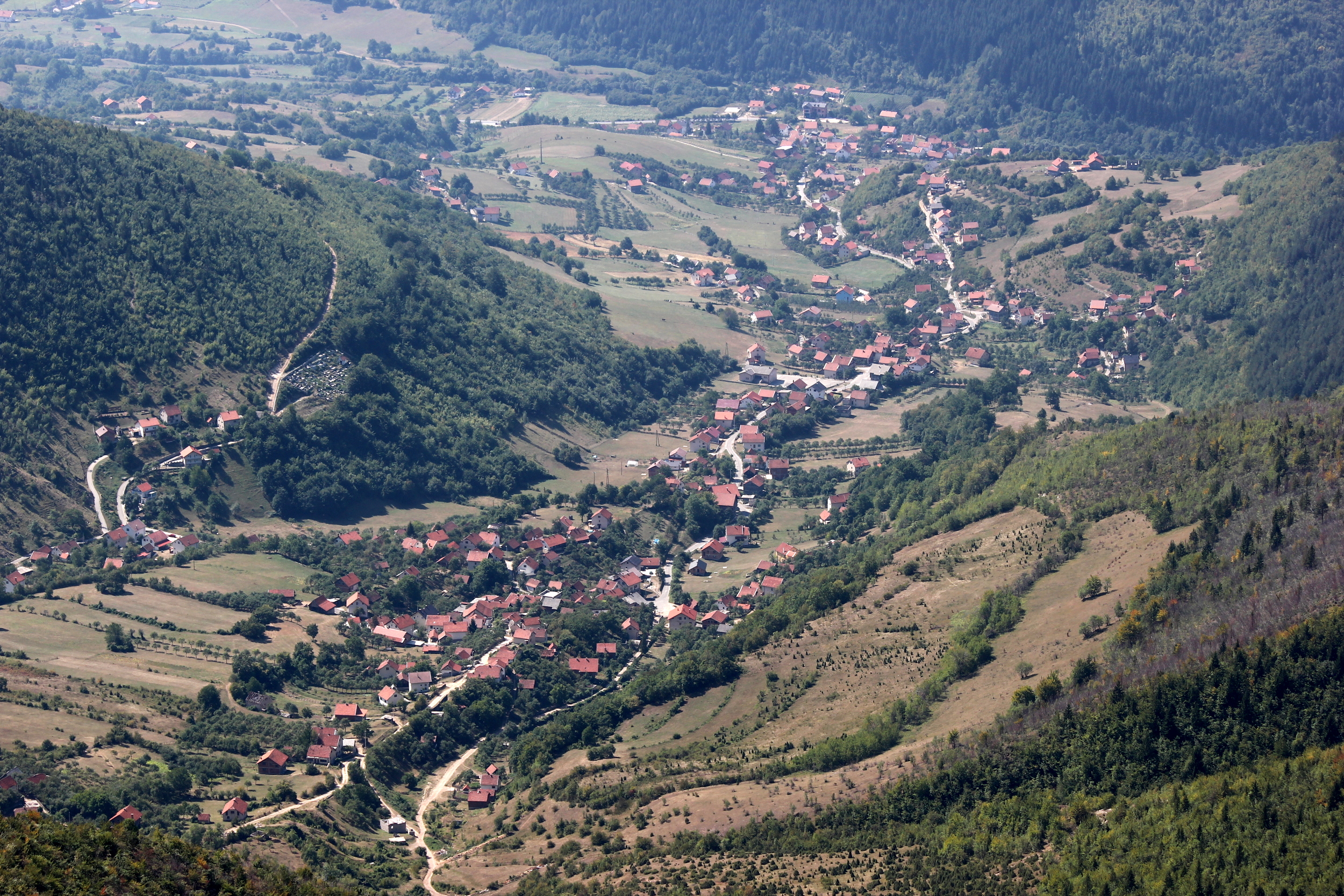
Blick auf Paklarevo

Paklarevo ist ein Dorf in Bosnien und Herzegowina. Es befindet sich im Lašva-Tal am Fuße des Bergmassives Vlašić auf etwa 600 m über dem Meeresspiegel. Das Dorf liegt im Kanton Mittelbosnien der Föderation Bosnien und Herzegowina und gehört zur Verbandsgemeinde Travnik. Zur Volkszählung 2013 hatte es 997 Einwohner.

## Geschichte
Im 15. Jahrhundert wurde das Dorf von den Osmanen erobert, dann aber 1878 als Ergebnis des Berliner Kongresses unter österreichisch-ungarische Verwaltung gestellt. 1941 wurde Paklarevo von den Deutschen erobert, aber nur fünf Monate später wieder von den jugoslawischen Partisanen zurückerobert.
Im Bosnienkrieg 1992–1995 lag das Dorf direkt an der Frontlinie und wurde vom Berg Vlašić aus von Truppen der bosnischen Serben angegriffen. Schon am 3. April 1992 starben drei Menschen bei einem Angriff mit mehreren Mörsergranaten. Die meisten der fast ausschließlich kroatischen Einwohner verließen Paklarevo.
Ab Mitte 1994 kehrten die Kroaten wieder in ihr Heimatdorf zurück und begannen mit dem Wiederaufbau.

## Bevölkerung
Bei der im Jahr 1991 durchgeführten Volkszählung setzte sich die insgesamt 1.258 Einwohner zählende Bevölkerung von Paklarevo wie folgt zusammen:
- Kroaten: 1.225
- Jugoslawen: 8
- Andere: 25

Nach Schätzungen ist die Zusammensetzung im Jahr 2010 wie folgt:
- Kroaten: 789
- Jugoslawen: 30
- Andere: 20